# Wijken en buurten in Opmeer
De Nederlandse gemeente Opmeer is voor statistische doeleinden onderverdeeld in wijken en buurten. De gemeente is verdeeld in de volgende statistische wijken:
- Wijk 00 (CBS-wijkcode:043200)
- Wijk 01 (CBS-wijkcode:043201)
- Wijk 02 (CBS-wijkcode:043202)

Een statistische wijk kan bestaan uit meerdere buurten. Onderstaande tabel geeft de buurtindeling met kentallen volgens het Centraal Bureau voor de Statistiek (2008):
| CBS-buurtcode | Buurtnaam                             | Inwonertal | Opp. totaal (ha) | Opp. land (ha) | Ligging                |
| ------------- | ------------------------------------- | ---------- | ---------------- | -------------- | ---------------------- |
| BU04320000    | Opmeer-Noord                          | 2300       | 672              | 668            | Locatie in de gemeente |
| BU04320001    | Opmeer-Zuid, Spanbroek (gedeeltelijk) | 3290       | 382              | 379            | Locatie in de gemeente |
| BU04320002    | Zandwerven en Lutkedijk               | 140        | 279              | 278            | Locatie in de gemeente |
| BU04320003    | Wadway                                | 200        | 254              | 253            | Locatie in de gemeente |
| BU04320007    | Verspreide huizen in De Kaag          | 150        | 227              | 224            | Locatie in de gemeente |
| BU04320009    | Overige verspreide huizen             | 30         | 123              | 121            | Locatie in de gemeente |
| BU04320100    | Hoogwoud                              | 3410       | 571              | 570            | Locatie in de gemeente |
| BU04320101    | Aartswoud                             | 500        | 403              | 394            | Locatie in de gemeente |
| BU04320102    | Langereis (gedeeltelijk)              | 140        | 400              | 394            | Locatie in de gemeente |
| BU04320103    | Gouwe                                 | 220        | 242              | 240            | Locatie in de gemeente |
| BU04320200    | De Weere                              | 880        | 644              | 643            | Locatie in de gemeente |